# Sosibia platycerca
Sosibia platycerca är en insektsart som beskrevs av Ludwig Redtenbacher 1908. Sosibia platycerca ingår i släktet Sosibia och familjen Diapheromeridae. Inga underarter finns listade i Catalogue of Life.